# Newberyita
La newberyita és un mineral de la classe dels fosfats. Rep el nom en honor de James Cosmo Newbery (Livorno, Itàlia, 28 de juny de 1843 – East St. Kilda, Victòria, 1r de maig de 1895), qui va descobrir el mineral.

## Característiques
La newberyita és un fosfat de fórmula química Mg(HPO₄)·3H₂O. Cristal·litza en el sistema ortoròmbic. La seva duresa a l'escala de Mohs es troba entre 3 i 3,5.
Segons la classificació de Nickel-Strunz, la newberyita pertany a «08.CE: Fosfats sense anions addicionals, amb H₂O, només amb cations de mida mitjana, RO₄:H₂O sobre 1:2,5» juntament amb els següents minerals: chudobaïta, geigerita, brassita, fosforrösslerita, rösslerita, metaswitzerita, switzerita, lindackerita, ondrušita, veselovskýita, pradetita, klajita, bobierrita, annabergita, arupita, barićita, eritrita, ferrisimplesita, hörnesita, köttigita, manganohörnesita, parasimplesita, vivianita, pakhomovskyita, simplesita, cattiïta, koninckita, kaňkita, steigerita, metaschoderita, schoderita, malhmoodita, zigrasita, santabarbaraïta i metaköttigita.

## Formació i jaciments
Va ser descoberta a les coves de Skipton, situades al mont Widderin, a la localitat de Skipton, a Corangamite Shire (Victòria, Austràlia). Tot i tractar-se d'una espècie no gaire habitual ha estat descrita en tots els continents del planeta, inclosa l'Antàrtida.